# Caustogryllacris nigrivertex
Caustogryllacris nigrivertex är en insektsart som först beskrevs av Heinrich Hugo Karny 1926.  Caustogryllacris nigrivertex ingår i släktet Caustogryllacris och familjen Gryllacrididae. Inga underarter finns listade i Catalogue of Life.